# 释良卿
释良卿（1895年—1966年），俗名戚金锐，法名永贯，河南省偃师县人，临济正宗派法师、佛教殉教者，原陕西省法门寺住持，1966年7月12日文化大革命期间，为防止红卫兵进一步破坏寺庙和地宫，点火自焚、以身殉教，法门寺地宫则未被红卫兵发掘破坏。

## 生平

### 早年生活
良卿法师出身贫寒。七岁时因家乡连年灾荒，奉母命于邻县宜阳铁佛寺出家，拜印川老和尚为师，为临济正宗派第十三代。1919年旧历十月在宜阳灵山寺受具足戒。受戒后一直在灵山寺当家。
至1933年，受洛阳白马寺德浩和尚请住白马寺，任后堂监院十三年。1945年，住江苏镇江金山寺。1947年住浙江杭州太平桥姚祥寺，与明德法师在一起。
1949年又往定海南海普陀山住文昌阁。1950年住宁波观宗寺。1951年移居上海市金陵路1号福缘寺。1952年来陕西住长安南五台、西安卧龙寺。1953年古历8月，应扶风佛教徒代表王正平、李秉铎迎请，驻锡法门寺任住持。当时的法门寺经历了清末和民国的战火，俨然是座千疮百孔的荒庙野寺；在良卿法师的努力下，寺院才重新得到修整，境况日渐好转。

### 文革殉教
文革初期，数百名的红卫兵开始大肆破坏西安的佛教建筑。1966年，他们来到法门寺寻找一切可以碾碎砸烂的物件。当佛殿内的铜像以及寺院上殿檐口处的“七音碑”被统统捣毁后，他们又来到法门寺的真身宝塔，试图用铁锨、镢头等农具挖出塔底埋藏的舍利（当时有谣言说塔下埋藏着国民党的秘密电台）。良卿法师见状来喝阻，立刻被红卫兵打得头破血流。随后，良卿法师跌跌撞撞地回到住室，披上象征寺院住持的五色木棉袈裟，全身浇满煤油，来到真身宝塔前自焚。红卫兵被自焚场景吓得目瞪口呆，扔下手中的工具四散而去，真身宝塔下的佛指舍利方才得以保全。
良卿法师自焚圆寂后，其遗骨被弟子张政华居士（绍祥）收集送至贤山寺交静一装藏，再由白龙村吴七老居士转送至长安终南山上天池寺安葬。

## 身后
1981年8月，因连月霉雨，法门寺的大圣真身宝塔倒塌。1987年4月，陕西省考古工作队到了法门寺，对塔下的地宫进行发掘，发掘出的佛指舍利及宝物，成立了法门寺博物馆。1997年7月12日，是良卿法师引火自焚的三十周年，法门寺为他建造的纪念塔是日揭幕，以此纪念老法师保护地宫之功。 